# Santa Leocádia (Baião)
Santa Leocádia ist ein Ort und eine ehemalige Gemeinde im Norden Portugals.
Santa Leocádia gehört zum Kreis Baião im Distrikt Porto. Die Gemeinde hatte eine Fläche von 4,3 km² und 560 Einwohner (Stand 30. Juni 2011).
Am 29. September 2013 wurden die Gemeinden Baião (Santa Leocádia) und Mesquinhata zur neuen Gemeinde União das Freguesias de Baião (Santa Leocádia) e Mesquinhata zusammengefasst. Baião (Santa Leocádia) ist Sitz dieser neu gebildeten Gemeinde.